# Robin George Collingwood
Robin George Collingwood, född 22 februari 1889 i Lancashire, död 9 januari 1943 i Coniston, var en engelsk filosof, arkeolog och historiker, som blev känd för sina bidrag till vetenskapsteorin och komparationer mellan naturvetenskap och historia. Han var professor i metafysik vid Oxford University.

## Biografi
Robin George Collingwood var son till konstprofessorn vid Reading University, William Gershom Collingwood. Han studerade vid Rugby School och vid Oxford University, där han var Francis J. Haverfields student; för övrigt den ende av dennes studenter som överlevde Första världskriget. Han tog tidigt intryck av idealismen (och var därmed möjligen något otidsenlig) med dess italienska företrädare som Benedetto Croce och Giovanni Gentile. Han skulle emellertid ta avstånd från dessa på några avgörande punkter senare. Andra viktiga influenser var Immanuel Kant, Giambattista Vico och John Ruskin. I politiskt hänseende var Collingwood liberal, såsom ideologin förstås i England. Han fick sin första tjänst vid Oxford 1927, och 1935-1941 innehade han Waynefleteprofessuren i metafysik där.
Några av Collingwoods viktigaste arbeten publicerades postumt. Hans tidiga författarskap handlar ofta om teologi och Gudsbevis, den förra en fråga i vilken han var modernist. Ett av de verk som han själv utgivit som blivit mest uppmärksammat är An Essay on Metaphysics (1940) i vilken han i mycket lyckats frigöra sig från de italienska inflytandena. Metafysik för Collingwood var en historievetenskap som syftar till att klargöra vilka teorier som styr vilka frågor som kan ställas om världen i olika kulturer och tider. Detta till skillnad från åsikten att metafysiken är en ontologi. 
Metodologiska frågor för humanvetenskaperna och metafilosofi var ämnen han blev en auktoritet inom. Enligt hans mening var filosofin en andra ordningens vetenskap, som hade till uppgift att reflektera över första ordningens kunskaper. Han är även berömd för sin teori om att åtskillnaden av filosofins områden inte är empiriskt betingade utan semantiska definitioner som överlappar varandra. När naturvetenskapen klassificerar materia, uppställer filosofin distinktioner. Han menade därför att filosofin inte var vare sig deduktiv eller induktiv, utan hade andra regler för vetenskaplig legitimitet. Filosofi blir därmed för Collingwood inriktad på begreppsanalyser, och inriktad på medvetandet; han såg naturvetenskapen som inriktad på materia.
Postumt utkom hans The Idea of History som är ett av efterkrigstidens mest citerade verk i historiefilosofi. Han definierar där historievetenskapen som att återskapa historien med hjälp av de källor som finns bevarade. För att historikern ska kunna förstå historien, krävs att vederbörande undergår samma tankeprocess som personerna i den historia han berättar om, menar Collingwood. Historikern måste alltså återberätta historien utifrån tidens sätt att tänka, och all historievetenskap blir därmed en medvetandefilosofi. Han har i detta jämförts med Hans-Georg Gadamer och dennes hermeneutik.
Till estetiken bidrog han bland annat med The Principles of Art i vilken han i Croces efterföljd menar att konsten är en nödvändig funktion för det mänskliga tänkandet.
Collingwood var under sin samtid en av Englands ledande experter på det Romerska Britannien, och han har skrivit ett par verk som räknas till klassikerna i området, bland annat Roman Britain (1923). Han deltog även i arkeologiska undersökningar, vilka låg till grund för The Archaeology of Roman Britain (1930).
Han dog 54 år gammal efter att under en lång tid drabbats av återkommande strokes. Han ligger begraven i Coniston churchyard mellan Ruskin och föräldrarna.
Med sina postumt utgivna verk spelade Collingwood en än större roll i debatten efter sin död. Den debatt som utspelade sig under 1950- och 1960-talet omkring humanioras status i förhållande till natur- och samhällsvetenskaperna, kretsade runt Carl G. Hempel och dennes artikel Generella lagar i historien å ena sidan, och William H. Dray och Collingwood å den andra, men hans aktualitet minskade under 1960-talet.